# 閣道增五
仙后座44，又名BD+59 307，HD 10425、SAO 11941、HR 491，是仙后座的一颗恒星，视星等为5.78，位于銀經129.27，銀緯-1.68，其B1900.0坐标为赤經1h 36m 33.2s，赤緯+60° -1.68′ 49″。